# Apanteles megathymi
Apanteles megathymi är en stekelart som beskrevs av Riley 1881. Apanteles megathymi ingår i släktet Apanteles och familjen bracksteklar. Inga underarter finns listade i Catalogue of Life.